# Gândire deziderativă
Gândirea deziderativă este formarea unor credințe și luarea deciziilor în concordanță cu ceea ce este plăcut a se imagina în loc să se apeleze la dovezi, raționalitate sau realitate. Este produsul rezolvării conflictelor dintre credință și dorință.

## Exemple
Celebre exemple de gândire deziderativă:
- Economistul Irving Fisher spunea că „prețul acțiunilor a atins ceea ce pare un plafon înalt permanent” chiar cu câteva săptămâni înainte de Crahul Bursei Americane din 1929 care a fost urmat de Marea Recesiune.

- Primul ministru britanic Neville Chamberlain informa opinia publică în 1938 că Acordul de la München garantează „pace în timpurile noastre”.

- Operațiunea Barbarossa, Hitler plănuia invazia Uniunii Sovietice, iar Stalin se aștepta la o pace durabilă cu Germania.

- Președintele SUA, John F. Kennedy credea în cazul fiascoului de la Golful Porcilor, că dacă rebelii susținuți de CIA vor fi copleșiți de forțele cubaneze, vor putea „scăpa de represalii prin împrăștierea lor în mediul rural”.

## Ca eroare logică
Dincolo de a fi o distorsiune cognitivă și o modalitate ineficientă de a lua decizii, gândirea deziderativă poate fi și o eroare logică de argumentație când se afirmă de către cineva că datorită dorinței sale ca ceva să fie adevărat sau fals, acel ceva de fapt în realitate este chiar adevărat sau fals.

### Logica
Această eroare de logică are următoarea formă:
Eu doresc ca P să fie adevărat/fals.
Prin urmare P este adevărat/fals.
Vorbitorul(ea) vrea să sugereze că o afirmație este adevărată/falsă, pur și simplu pentru că el/ea speră cu tărie ca în realitate ceea ce a afirmat să fie adevărat/fals. Dorind ca ceva să fie adevărat nu este relevant pentru ca afirmația despre acel ceva să fie de fapt adevărată.

### Exemple
De exemplu:
Profesorul ne-a dat un test foarte dificil la examen! Nu ar trebui să fim supuși la un asemenea stres în educația noastră.
Este posibil ca examenul să fi produs disconfort, dar asta nu înseamnă că întotdeauna noi ar trebui să evităm lucrurile care produc disconfort. Gândirea deziderativă se bazează pe apelul la emoție și de fapt este un hering roșu.
Trebuie să fie o eroare în cărțile de istorie. Se spune că președintele SUA Thomas Jefferson a avut sclavi. El a fost unul din cei mai buni președinți ale Statelor Unite, nu ar fi făcut un asemena lucru. Ar fi fost groaznic.
De fapt președintele Thomas Jefferson chiar a avut sclavi.
Unii atei argumentează că mare parte a teologiei, în particular argumentele pentru existența lui Dumnezeu, este bazată pe gândirea deziderativă deoarece se ia concluzia dorită (că divinitatea sau divinitățile există) și se încearcă demonstrarea adevărului ei pe baza unor premise și inferențe care pot fi analizate ca fiind incorecte, dar care sunt dorite ca fiind corecte în mintea credinciosului. În schimb unii teologi argumentează că de fapt ateismul este un produs al gândirii deziderative, deoarece ateii sunt cei care nu vor să creadă în niciun fel de divinitate și doresc să nu existe niciun fel de Dumnezeu. Argumentele deziderative ar putea fi mai bine descrie ca fiind distorsiuni de confirmare. De asemenea, pseudo-științele sunt generate și menținute de gândirea deziderativă vizavi de abilitățile umane.
Totuși conflictele dintre ateism și credință în divinitate pot fi observate în unele cazuri la persoane cu tulburare de personalitate obsesiv-compulsivă în care se explică că o persoană ar fi imposibil de convinsă că ar avea o problemă. Omul prin natura lui este deschis spre cunoaștere iar refuzul de a admite și afirmația altuia pentru a urmări interesul personal va provoca conflicte.
Un ateu  „pe bună dreptate” refuză să creadă în multitudinea de zei, iar gândirea sa nu îl împinge să fie un infractor deliberat din moment ce în mintea lui nu există o „entitate supremă” care să îl oblige se respecte legile unei țări, el face aceasta pentru că așa a ales.
Un credincios are libertatea să creadă în Dumnezeu sau creație sau entitate divină însă depinde de țara în care se află. Unele țări interzic anumite credințe.
„Astăzi ipoteza divinității a încetat să mai fie perpetuată de știință... și abandonarea ei adesea aduce un adânc sentiment de ușurare. Multe persoane afirmă că această abandonare a ipotezei divinității înseamnă abandonarea tuturor religiilor și a tuturor sancțiunilor morale. Este pur și simplu neadevărat. Dar totuși înseamnă că, odată ce ușurarea noastră datorată înlăturării unei construcții ideologice învechite va lua sfârșit, va trebui să construim altceva pentru a-i lua locul.”

### Erori logice înrudite
Erori de logică asemănătoare sunt dovada negativă și argumentul ignoranței („nu a fost dovedit ca fiind fals, prin urmare trebuie să fie adevărat”, și invers). Pentru început cineva care crede în OZN-uri va accepta faptul că majoritatea pozelor cu OZN-uri sunt false, dar va afirma că cele care nu au fost dezmințite, trebuie să fie autentice.